# 国内避難民

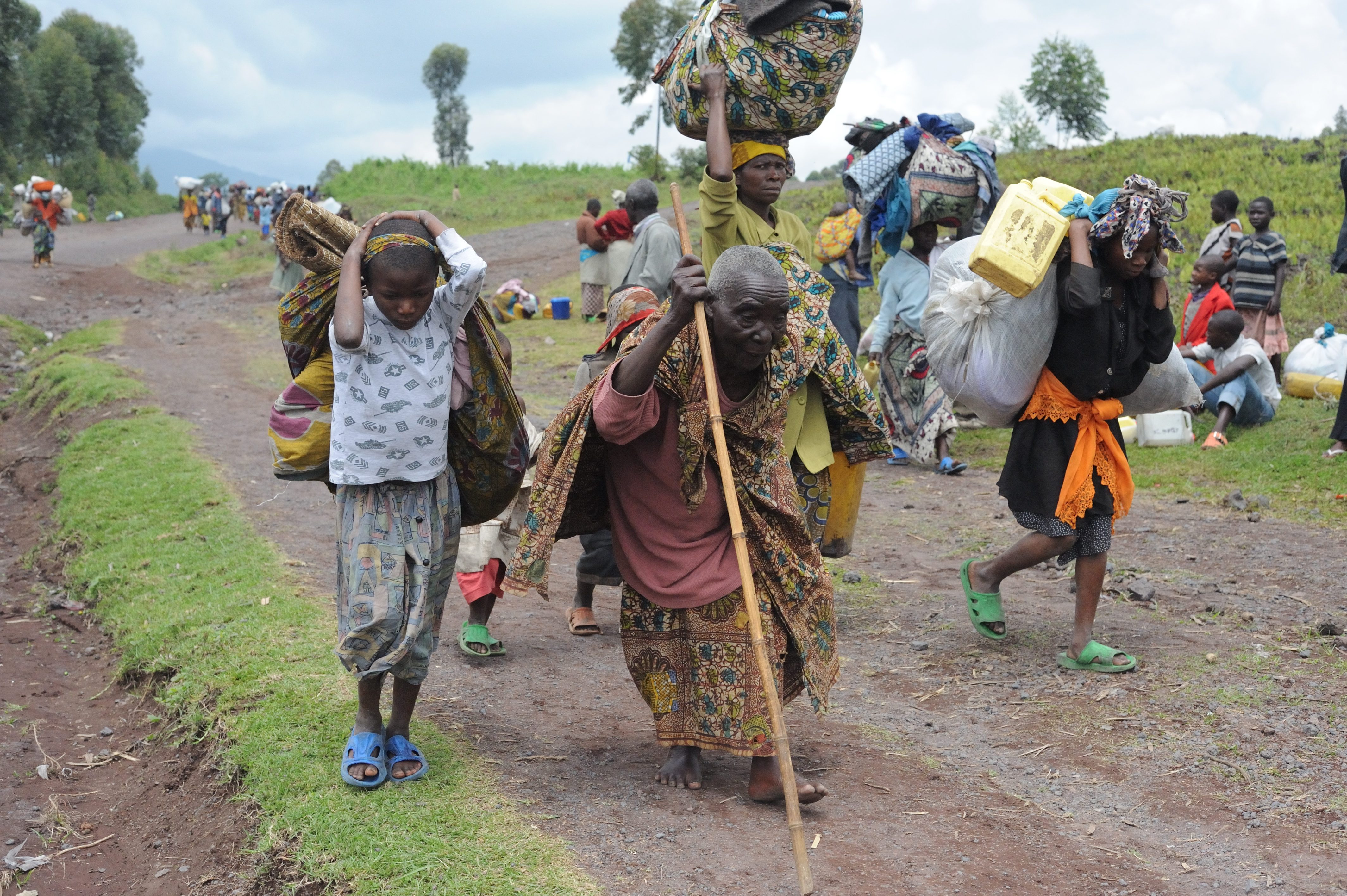
コンゴ民主共和国北キヴ紛争でのIDP（2008年11月7日キバチ）

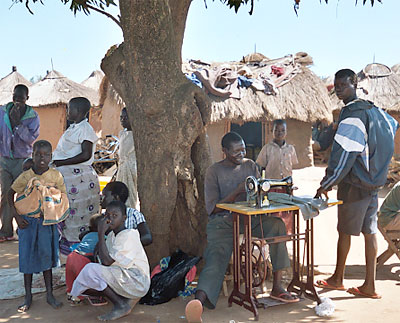
ウガンダアチョリ地方キトゥグム県ラブジェIDPキャンプの仕立屋

国内避難民（こくないひなんみん）とは、政治的な迫害、武力紛争、内乱、武力による強制立ち退き、あるいは自然災害などの理由から自宅（あるいは自宅周辺の地域）には住めず、ある程度以上の遠方での避難生活を余儀なくされている人々のうち、国を出ることなく（国境を越えることなく）自国内で生活している人々をいう。国連は英語で、internally displaced people あるいはinternally displaced person(s)と呼び、またIDPと略す。一方、国境を越えて自国を出た人々は難民とよばれる。難民には条約による明確な定義が存在するが、国内避難民には明確な法的定義が存在しない。

## 概要
国際社会からは見放された存在であったが、1980年代後半から国際会議などの場で議題に上るようになり、1990年代に入ってからはNGOによる活発な啓蒙活動もあり、国際的な関心が高まった。とりわけ、1991年のイラク北部においてクルド人避難民が大量に流出した事件は、この課題が安全保障とも結びついていることを印象付けた。1992年には国連の人権委員会によって「国内避難民に関する国連事務総長代表」のポストが創設され、スーダンのフランシス・デン大使が就任した（2004年には「国内避難民の人権に関する国連事務総長代表」としてケーリン・ベルン大学教授が就任した）。また、国連のIASCを中心に組織的な対応が協議され、2006年にはクラスター制で対応するとの方針が決まっている。また、法的な点では、国内避難民に特化した条約は現在も存在しないが、1998年に当時のデン代表によって国連人権委員会に提出された「国内強制移動に関する指導原則」（Guiding Principles on Internal Displacement）が存在し、この指導原則が国内避難民を抱える国において国内法や政策を策定する際の指針を提供している。

「国内強制移動に関する指導原則」では
internally displaced persons are persons or groups of persons who have been forced or obliged to flee or to leave their homes or places of habitual residence, in particular as a result of or in order to avoid the effects of armed conflict, situations of generalized violence, violations of human rights or natural or human-made disasters, and who have not crossed an internationally recognized State border.

「これらの原則の適用上、国内避難民とは、特に武力紛争、一般化した暴力の状況、人権侵害もしくは自然もしくは人為的災害の影響の結果として、またはこれらの影響を避けるため、自らの住居もしくは常居所地から逃れもしくは離れることを強いられまたは余儀なくされた者またはこれらの者の集団であって、国際的に承認された国境を越えていないものをいう。」
としている。
世界のIDPの総数は、IOMによる2023年末時点の推計では約7,590万人。 その内、紛争や暴力に起因による避難者数は約2,050万人であり、約3割がスーダン紛争による国内避難民（約600万人）で占めた他、2023年10月より紛争が生じたガザ地区では、2023年末までの3カ月間だけで、全体の約17％にあたる340万人にまで国内避難民が生じた。そして、災害による国内避難民は、アフリカ南東部を襲ったサイクロン「フレディ」、トルコ・シリア地震、ミャンマーなどを襲ったサイクロン「モカ」などの影響で約2,640万人の避難民が発生し、2023年の新規難民及び国内避難民全体の約56%を占めている。
旧ユーゴスラビア紛争では、国境線が紛争の度に変わるので、旧来の難民の定義に基づく枠組みでは救済ができず、国内避難民への支援という名目で救済が行われた。UNHCRやIOMは人道支援要請として各国空軍による食品・医療品の空輸支援を行った。
東日本大震災や福島第一原子力発電所事故では、多くの人々が国内で避難生活を送っている。復興庁のまとめによれば、2011年3月時点で34万人余りの避難者数がいたが、2015年3月時点で22万人余りとなり、うち5万5千人余りは元の居住地とは異なる都道府県に避難していた。その後も減少していったが、2024年2月1日時点でも依然として2万9,328人となっており、うち2万1,713人は元の居住地とは異なる都道府県（福島県から2万279人、宮城県から889人、岩手県から545人）に避難している。